# Neuseeland (Erkner)
Neuseeland ist ein Wohnplatz der Stadt Erkner im Landkreis Oder-Spree Brandenburg.

## Geografische Lage
Der Wohnplatz liegt südwestlich des Stadtzentrums von Erkner. Er grenzt im Norden und Westen an dem Dämeritzsee und im Osten – durch den Bretterschen Graben voneinander getrennt – an den Wohnplatz Neu Buchhorst. Im Süden und Westen fließt außerdem südlich der Wohnbebauung die Spree am Wohnplatz vorbei, die den Dämeritzsee durchfließt. In diesem Bereich befindet sich an der unmittelbaren Grenze zu Berlin der weitere Wohnplatz Spreeeck.

## Geschichte
Zum Ende des 19. Jahrhunderts befand sich auf der Gemarkung eine als Weiße Burg bezeichnete Bebauung. Dort wollte der Unternehmer Gustav Schade im Jahr 1894 eine Badeanstalt mit Restaurant eröffnen. In Anlehnung an die Lage am Dämeritzsee sollte das Restaurant Neuseeland heißen (hergeleitet aus Neues Land am See). Allerdings wurde ihm die Gaststättenkonzession verweigert; der Name blieb jedoch im Gedächtnis der Anwohner.
Im Jahr 1904 entstand auf der Fläche entlang der Ahornallee und der Uferstraße eine Villenkolonie, die ursprünglich als der Buchhorst bezeichnet wurde. Diese Bezeichnung wurde jedoch durch den geläufigeren Namen Neuseeland ersetzt.